# Bakau
Bakau is een plaats in Gambia, gelegen aan de Atlantische kust. Bakau is de belangrijkste voorstad van de hoofdstad Banjul. De stad is bekend om zijn botanische tuinen en stranden bij Cape Point.
Toerisme is een belangrijke bron van inkomsten voor Bakau. Langs de stranden bij Cape Point zijn een aantal hotels gebouwd en in de stad zijn er verschillende pensions. Daarnaast is visserij ook een belangrijke economische activiteit. Er is een haven met een markt, waar de vangsten direct verkocht worden. Verder heeft de stad een grote markt langs de hoofdstraat, waar lokaal geproduceerde groente en fruit worden verkocht.
Bakau is een van de meest ontwikkelde plaatsen in Gambia. Elektriciteit is bijna overal beschikbaar en de hoofdwegen zijn verhard. Het nationale stadion van Gambia, het Independence Stadium, is gelegen in Bakau. 

## Geboren
- Dawda Kairaba Jawara, voormalig president van Gambia.
- Alieu Fadera, voetballer